# México en los Juegos Olímpicos de la Juventud Buenos Aires 2018
México compitió en los Juegos Olímpicos de la Juventud 2018 en Buenos Aires, Argentina, celebrados entre el 6 y el 18 de octubre de 2018. Obtuvo tres medallas doradas, tres plateadas y seis de bronce en las justas deportivas.

## Deportes

### Atletismo
| Sexo | Atleta                  | Evento           | Stage 1  | Stage 1 |
| Sexo | Atleta                  | Evento           | Result   | Rank    |
| ---- | ----------------------- | ---------------- | -------- | ------- |
| M    | César Córdova Fernández | 5000 m Race Walk | 20:39'90 | 5       |

### Tiro con arco
México clasificó a dos arqueros en esta disciplina.
- Individual masculino - 1 plaza
- Individual femenino - 1 plaza

### Baloncesto
México clasificó un equipo femenino en esta disciplina.
- Torneo femenino - 1 equipo de 4 atletas

### Canotaje
México logró clasificar cuatro botes en esta disciplina.
- C1 Masculino - 1 bote
- K1 Masculino - 1 bote
- C1 Femenino - 1 bote
- K1 Femenino - 1 bote

### Ciclismo
México calificó dos equipos en ciclismo de pista y un equipo en BMX.
- Masculino pista - 1 equipo de 2 atletas
- Femenino pista - 1 equipo de 2 atletas
- BMX mixto - 1 equipo de 2 atletas

### Equitación
México clasificó a un atleta en salto ecuestre.
- Salto ecuestre individual - Nicole Meyer Robredo

### Esgrima
México clasificó a dos atletas en esta disciplina.
- Masculino - Diego Cervantes
- Femenino - Natalia Botello

### Gimnasia

#### Artística
México calificó una gimnasta en esta categoría.
- Individual femenino - 1 plaza

#### Rítmica
México clasificó a una gimnasta en esta categoría.
- Individual femenino - 1 plaza

#### Trampolín
México clasificó también una gimnasta en esta categoría.
- Trampolín femenino - 1 plaza

### Remo
México calificó dos botes en esta disciplina, tanto femenino como masculino.
- Masculino – 2 atletas
- Femenino - 1 atleta

### Vela
México clasificó dos botes en esta disciplina.
- Techno 293+ Masculino - 1 bote
- Techno 293+ Femenino - 1 bote

### Tiro
México clasificó a cuatro tiradores, dos hombres y dos mujeres.
- 10m Masculino Rifle - 1 plaza
- 10m Masculino Pistola - 1 plaza
- 10m Femenino Rifle - 1 plaza
- 10m Femenino Pistola - 1 plaza

### Triatlón
México clasificó a dos atletas para esta competencia.
- Individual masculino - 1 plaza
- Individual femenino - 1 plaza

### Levantamiento de pesas
México clasificó a un atleta en esta disciplina.
- Eventos femeninos - 1 plaza

## Medallero
| Medalla       | Oro | Plata | Bronce | Total |
| ------------- | --- | ----- | ------ | ----- |
| TOTAL OFICIAL | 3   | 3     | 6      | 12    |

## Competidores
| Deportes  | Hombres | Mujeres | Total |
| --------- | ------- | ------- | ----- |
| Atletismo | 1       |         | 1     |
| Total     | 1       |         | 1     |